# Gai Flavi Fímbria (militar)
|  | Per a altres significats, vegeu «Gai Flavi Fímbria (cònsol)». |

Gai Flavi Fímbria - Caius Flavius Fimbria (llatí) - (segle II aC) va ser un militar romà, probablement fill de Gai Flavi Fímbria, que va ser cònsol l'any 105 aC. Va ser un dels partidaris més actius de Cinna i Gai Mari i va destacar durant la guerra civil contra Sul·la. Ciceró el qualifica de homo audacissimus et insanissimus (un home molt audaç i terrible).
Durant el funeral de Gai Mari l'any 86 aC va intentar matar Quint Muci Escevola, que va poder escapar amb una greu ferida, i Fímbria va preparar la seva acusació davant el senat. Quan se li va preguntar què tenia contra un home tan excel·lent com Muci escevola, va contestar "Res, només que no va permetre que l'arma mortal penetrés més endins" Cinna va col·locar en el consolat, després de la mort de Mari, a Luci Valeri Flac i el va enviar a Àsia per oposar-se a Sul·la i finalitzar la guerra contra Mitridates VI Eupator però donada la inexperiència de Flac, Fímbria el va acompanyar com a legat i conseller, ja que era més expert en afers militars, i no com a qüestor, tal com afirma Estrabó.
Flac es va guanyar l'odi dels soldats per la seva avarícia i crueltat i Fímbria va aprofitar la circumstància per aconseguir el favor de l'exèrcit. A Bizanci es va enfrontar amb el qüestor de Flac i aquest va dirimir la disputa a favor del qüestor cosa que va provocar la colera de Fímbria, que finalment va ser destituït per Flac, qui després va anar a Calcedònia mentre Fímbria va romandre a Bizanci, però els soldats, instigats per Fímbria, es van amotinar i Flac va haver de tornar. A Bizanci es va veure obligat a fugir i Fímbria el va perseguir cap a Calcedònia i després a Nicomèdia on el va matar l'any 85 aC, i va prendre el comandament de l'exèrcit.
Llavors va obtenir algunes victòries poc importants sobre els generals de Mitridates i quan el rei del Pont va fugir, Fímbria el va perseguir cap a Pèrgam i el va estar a punt de capturar a Pintana, si la manca de col·laboració de Lucul·le que dirigia la flota, no hagués permès al rei escapar. Fímbria va començar una guerra contra els aliats asiàtics de Mitridates o entre els partidaris de Sul·la i entre les ciutats afectades hi havia Ilium que va ser ocupada amb traïdoria i destruïda molt cruelment. Va devastar Àsia sense compassió i va sotmetre la major part del país.
L'any 84 aC Sul·la va creuar de Grècia a Itàlia i després d'ajustar la pau amb Mitridates va atacar a Fímbria al seu campament prop de Tiatira. Els homes de Fímbria no van voler combatre a Sul·la i llavors va intentar assassinar-lo però l'intent va fracassar i Sul·la se'n va sortir. Llavors Fímbria va demanar negociar però Sul·la no ho va acceptar excepte la submissió absoluta. Fímbria llavors va fugir cap a Pèrgam i va buscar refugi al temple d'Asclepi on es va voler suïcidar però l'espasa que es va clavar a si mateix no el va matar, de manera que va encarregar a un dels seus esclaus de donar-li mort, cosa que un esclau va fer.